# 日本海軍空挺部隊

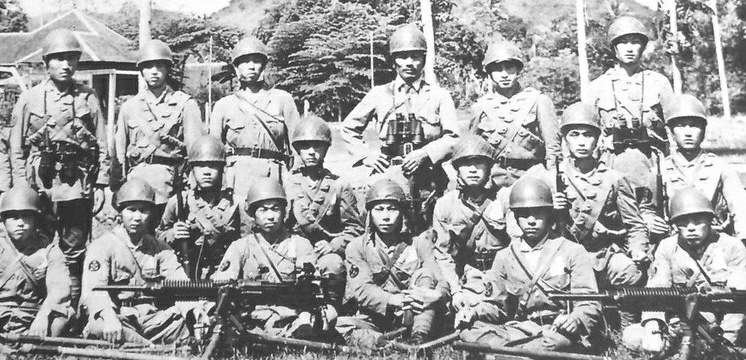
日本海軍落下傘兵, 1940–1945

日本海軍空挺部隊（にほんかいぐんくうていぶたい）項目では、大日本帝国海軍が空挺作戦用に編成した海軍特別陸戦隊について解説する。太平洋戦争（大東亜戦争）初期のメナド攻略戦にて、パラシュート降下にて実戦使用された。

## 歴史

### 第一〇〇一実験
日本海軍は、日中戦争までに陸戦隊を実戦運用してきたが、空挺作戦については特に研究も行っていなかった。しかし、第二次世界大戦初期のドイツ軍空挺部隊の活躍に刺激された軍令部は、海軍独自の空挺部隊の研究に着手することにした。1940年（昭和15年）11月下旬に発せられた海軍大臣訓令により、「第一〇〇一実験」の秘匿名を付された海軍空挺部隊の基礎研究が指示された。
「第一〇〇一実験」は、横須賀海軍航空隊司令を委員長に、航空技術廠や砲術学校などから集まった委員会が運営した。実験要員としては、山辺雅男中尉と准士官以下総計26名が横須賀空に配員された。当初はダミー人形を使った落下傘試験にはじまり、民間人に変装しての読売遊園落下傘塔体験、ブランコによる飛び出し訓練などを経て、1941年（昭和16年）1月に最初の有人降下実験に成功した。
同年3月、第2期研究員66名が入隊して次第に研究を拡大した。安全な降下法の目途がついたため、武器の選定や輸送方法などの研究に進んだ。同年5月下旬に、一応研究が完成したとして「第一〇〇一実験」は終了される。この間、鹿島爆撃場（現神栖市）での12名連続降下実験を行った際に、落下傘索が装着ベルトに絡まって開傘せず、最初の殉職者を出している。

### 部隊編成
1941年8月中旬、軍令部は太平洋戦争開戦に備えて、降下技能者1,500名の2か月以内の養成を発令した。館山砲術学校に移っていた「第一〇〇一実験」の元研究員75名を基幹に訓練を進めることになり、9月下旬に館山で最初の空挺部隊である横須賀鎮守府第一特別陸戦隊（横一特）が編成された。各地の鎮守府から集められた1,500名は、館山海軍航空隊内に設置された輸送機隊の支援を受けて、降下訓練を始めた。訓練用の落下傘が当初はわずか150個しかなく、また海に近いため降下地点が狭いなどの悪条件を抱えながらも、11月中旬にはなんとか3回ずつ程度の降下体験を終えた。この訓練中に数名の殉職者を出した。なお、医務科や主計科員は降下訓練は受けなかった。
同年11月16日、霞ヶ浦飛行場を標的として、輸送機15機による集団降下演習を実施した。落下傘降下に続いて、ようやく整備されつつあった武器を使って陸戦演習も行い、強行着陸による速射砲などの展開も実験した。この演習は軍令部総長永野修身大将が観閲し、陸軍参謀本部からも見学者が訪れている。
同月20日には横一特を分割して、2個目の空挺部隊である横須賀鎮守府第三特別陸戦隊（横三特）が編成された。訓練協力してきた館山空の輸送機隊も、実戦用輸送機部隊として第一航空隊に編入され、第一〇〇一部隊と称するようになった。これらの部隊は12月3日までに台湾へと進出した。なお、落下傘兵は降下訓練を行うのが精一杯で、陸戦訓練はほとんど行われていなかった。台湾への進出後に、初めてまともな陸戦訓練を受ける有様であった。

### 実戦

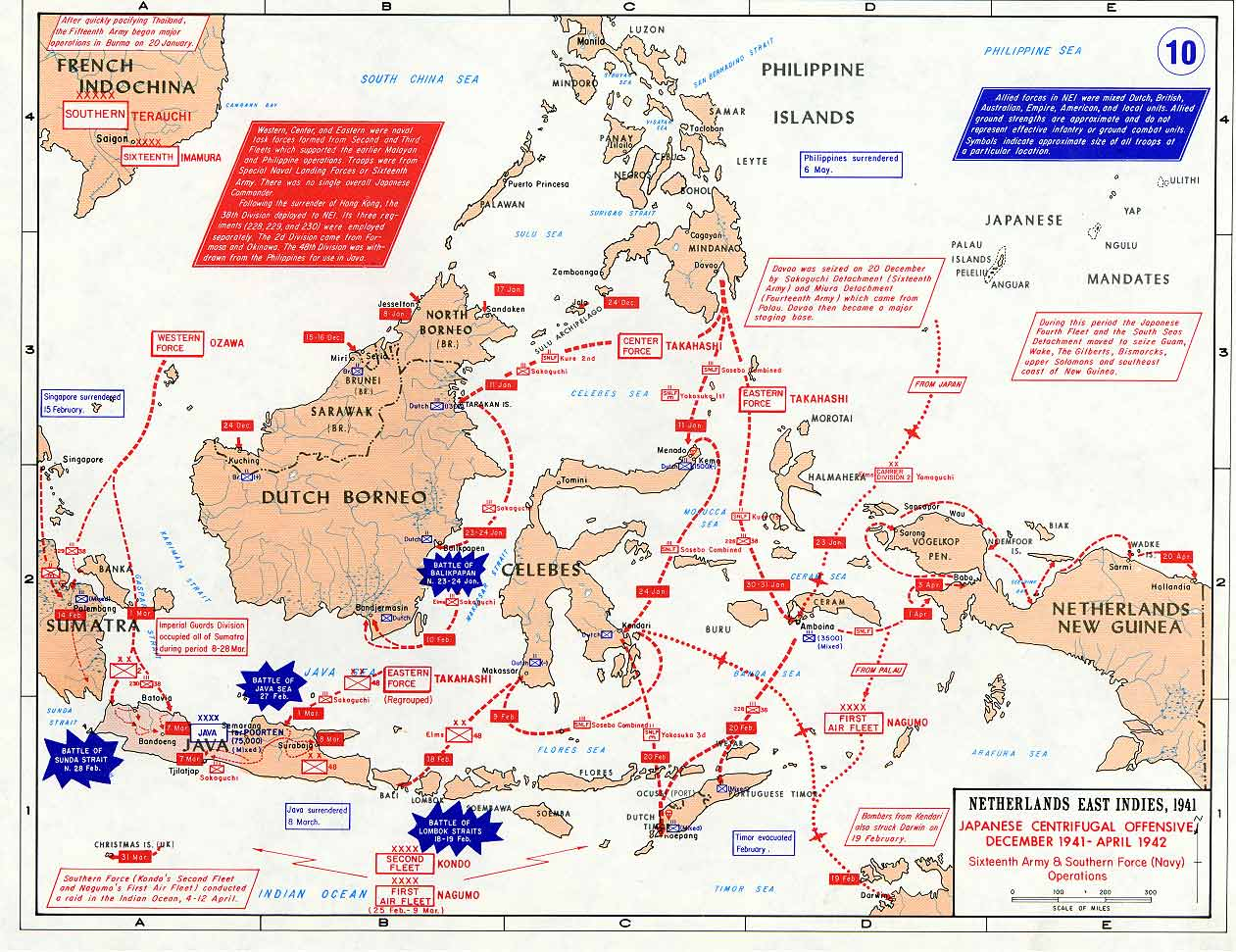
日本軍のオランダ領東インドへの侵攻経過。メナド及びクーパンへの降下作戦も落下傘のマークとともに記載されている。

こうして編成された海軍空挺部隊の任務は、敵飛行場の急速な占領を行い、以後の侵攻作戦の拠点を確保することに定められた。太平洋戦争が始まると、まず1942年（昭和17年）1月11日、横一特がセレベス島北端のメナド（マナド）攻略作戦において落下傘降下を実施し、ランゴアン飛行場占領に成功した。ついでティモール（チモール）島攻略作戦において、横三特がクーパン飛行場を狙った降下作戦を実行したが、地上戦闘に手間取り大きな成果を得ることはできなかった。
メナド降下作戦は陸軍に先駆けた日本最初の空挺作戦であったが、陸軍空挺部隊が予定するパレンバン空挺作戦の企図秘匿のため、その戦果はすぐには公表されず、1ヶ月以上後の大本営発表でパレンバン空挺作戦の成功とほぼ同時の発表となった。なお、飛行場のみならず、東アジア屈指の産油量を誇る油田地帯・製油所という、南方作戦における日本軍の最重要戦略目標を僅かな損害で攻略した陸軍空挺部隊（第一挺進団）の功は海軍の功よりはるかに大きく、目立つ結果となり、陸軍への対抗意識が根強い海軍関係者の一部では不満が生じた。また、日本軍落下傘部隊を謳った軍歌として大ヒットした『空の神兵』は、後に陸軍空挺部隊を描いた同名の映画『空の神兵』の主題歌になり、後述の通り陸軍空挺部隊は大戦後期にも数度の空挺作戦を行っているため、知名度や戦功の点からみて海軍空挺部隊の働きは陸軍空挺部隊より劣るものとなってしまった。もっとも、海軍空挺部隊についても報道員が撮影した降下映像をもとにした短編ニュース映画や、大戦末期になるもののアニメ映画『桃太郎 海の神兵』が公開されたこともあり、国民にある程度は存在を知られることになる。
南方作戦後、陸軍は数々の作戦を計画し後には事実上の空挺師団である第一挺進集団を編成、大戦後期にわたり空挺作戦（高千穂空挺隊、義烈空挺隊）を実施したのに対し、海軍空挺部隊が作戦を行う機会は無かった。アッツ島の戦いにおいて横一特を救援に送ることが検討されたが、中止となった。海軍空挺部隊は通常の陸戦隊と同じように太平洋上の島嶼の防備にあてられ、横一特はサイパンの戦いで全滅した。なお、落下傘降下ではないが、マキン奇襲事件の際に、通常の陸戦隊1個小隊が飛行艇で空輸され緊急展開したことはある。
このほか、大戦末期にはマリアナ諸島へ輸送機を強行着陸させて陸戦隊を降ろし、本土空襲を阻止する剣作戦が立案された。しかし、輸送機が空襲で消耗したため延期され、実行直前に敗戦を迎えた。
なお、戦後に創設された自衛隊（陸上自衛隊）の空挺部隊である第1空挺団は、旧陸軍の衣笠駿雄元少佐（初代団長）を長とし、また旧陸軍空挺部隊の元隊員ら20名によって創設された陸軍色の濃い組織であり、旧海軍空挺部隊との関連性は無い。

## 部隊一覧

### 横須賀鎮守府第一特別陸戦隊
横須賀鎮守府第一特別陸戦隊（横一特）は、日本海軍落下傘部隊の中心となった部隊である。1941年9月20日に編成され、司令には堀内豊秋中佐が着任した。同名の部隊が支那事変で活躍しているが、落下傘部隊として新たな人員から編成されたもので、全く異なった部隊となっている。降下訓練後、同年11月20日に半数の人員を分割し、新設の横須賀第三特別陸戦隊の要員に充てた。これにより、定員849名（うち落下傘兵750名）となった。編制は3個中隊に砲隊などを加えた1個大隊である。
太平洋戦争が始まると、1942年1月にメナド降下作戦を成功させた。横一特の2波合計408名は、ダバオから発進した第1航空隊の九六式陸上輸送機延べ45機により、落下傘降下した。速射砲隊と医務隊は、報道班とともに九七式飛行艇2機で付近の湖に空輸された。降下部隊はオランダ軍を撃破してランゴアン飛行場の制圧に成功し、海岸から上陸した佐世保連合特別陸戦隊と協力してメナドを占領した。なおこの際、メナド攻略に参加していた水上機母艦・瑞穂から発進した零式水上観測機の誤射により、メナドに向かっていた第1次降下部隊の九六式陸上輸送機27機の内1機が撃墜されて、降下員12名含む搭乗者全員が戦死する事故が発生している。メナド降下作戦での損害は、戦死32名（内12名は既述の友軍機誤射）、戦傷者32名だった。
1943年（昭和18年）3月に横三特を吸収して兵力1,500名となり、5個中隊（各3個小隊と機銃小隊）と対戦車砲小隊（速射砲5門）を基幹とする編制に改められた。司令には唐島辰男中佐が着任した。同年5月にアッツ島の戦いが起きると、救援の空挺作戦のため、300人の精鋭を選りすぐった「白菊部隊」を用意したが、作戦中止となった。
同年6月、第三中隊と第五中隊がマーシャル諸島・ギルバート諸島方面の防備強化のために抽出され、横須賀鎮守府第二特別陸戦隊（横二特）として再編されてナウル島の守備に就いた。横二特は兵力900名で、山砲2門、九二式重機関銃2丁、九九式軽機関銃5丁などを装備した通常の地上部隊となっていた。第67警備隊とともに防備にあたったが連合軍の上陸は無く、補給途絶に苦しみつつ終戦を迎えた。
同年8月に横一特はサイパン島へ進出し、訓練を行いながらの待機を命じられた。1944年（昭和19年）1月には第一中隊も抽出され、潜水艦で潜入するコマンド部隊である「S特別陸戦隊」の佐世保鎮守府第一〇一特別陸戦隊（佐一〇一特。司令：山辺雅男少佐）に改編された。佐一〇一特は、横一特から移管された機関短銃などの優良装備を持ち、チューク（トラック）島やラバウルへ進出したが、潜水艦の不足などから本来の潜入作戦を行うことは無かった。活躍の無いまま1945年（昭和20年）3月に解隊され、第四七警備隊や第八五潜水艦基地隊などの現地部隊に吸収された。
サイパン島に残った横一特主力は、補充兵により1個中隊を増設して3個中隊編制となり、引き続き訓練をしながら待機した。しかし、空挺作戦の機会は無く、任務もサイパン島守備に変わり、1944年6月15日にアメリカ軍の上陸を迎えた。横一特は、海軍地上部隊の最精鋭として陸軍部隊とともに上陸初日の夜間総攻撃に参加したが、翌朝までにほぼ全滅した。唐島司令も戦死した。

### 横須賀鎮守府第三特別陸戦隊
横須賀第三特別陸戦隊は、1941年11月20日に、横一特の半数を分割して編成された。こちらも同名の部隊が支那事変中に活動していたが、新規に作られた部隊で繋がりは無い。司令には福見幸一少佐が着任した。定員は横一特と同じく849名（落下傘兵750名）で、編制も同じである。
太平洋戦争が始まると、1942年2月のティモール島攻略に際してクーパン降下作戦を行ったが、苦戦した。700名が2月20日と21日の2波に分かれてクーパン付近の牧場にパラシュート降下したが、クーパン飛行場へ進撃中に装甲戦闘車両を含むオーストラリア陸軍部隊と遭遇してしまった。連合国軍の東ティモールへの退路を遮断する位置だったため激しい攻撃を受け、ようやく飛行場に到達したときには海岸から上陸した陸軍部隊が占領した後であった。横三特の損害は小さくなく、戦死35名、負傷者多数であった。ティモール島占領後は、アンボン方面の掃討戦に従事した。
次期作戦に備えてアンボンで待機していた横三特は、1942年8月のガダルカナル島の戦い開始により、外南洋部隊に編入されてラバウルへの進出を命じられた。空挺機材を携行して輸送船「第二東亜丸」で出航した。ところが、マキン奇襲事件の発生からマーシャル方面の防備への転用が決まり、内南洋部隊に編入されてチューク島への上陸を命じられた。経由地チューク島に第三中隊を残すと、主力はミレ島の防備に赴いた。その後、同年11月に上海海軍特別陸戦隊の2個中隊を中心に編成された第六二警備隊ミレ派遣隊が到着したため、交代して日本本土へ引き上げた。
1943年3月に横一特と統合され、解隊された。

### 剣作戦部隊
太平洋戦争末期に、マリアナ諸島のアメリカ軍飛行場へ強行着陸する「剣作戦」のために準備された空挺部隊である。戦闘要員として呉鎮守府第一〇一特別陸戦隊（山岡部隊。約350人）と横須賀鎮守府第一〇五特別陸戦隊（加賀部隊。約300人）のほか、第二剣部隊と称して園田直大尉率いる陸軍挺進第一連隊(1RR)の一部（約300人）も参加する計画だった。輸送担当の主力は第七〇六海軍航空隊の一式陸上攻撃機が予定された。滑走路への強行着陸を行う方式であったので、海軍の参加人員は基本的に落下傘降下訓練を受けていない。
当初の作戦目標はB-29爆撃機を破壊して本土空襲を妨害することにより、本土決戦（決号作戦）への時間稼ぎを行うことであった。原子爆弾の破壊も途中から任務に追加された。秘匿のため準備は口頭伝達で進められた。満月に近く夜間飛行に適した1945年7月24日出撃予定で三沢飛行場へ集結していたが、7月14日にアメリカ海軍機動部隊の空襲を受けて輸送用の一式陸攻30機が壊滅したため、出撃が延期された。その後、次の月明の8月19日に出撃予定で再起を図ったが、8月15日に終戦を迎え、出撃することはなかった。

## 装備

### 服装・個人装備

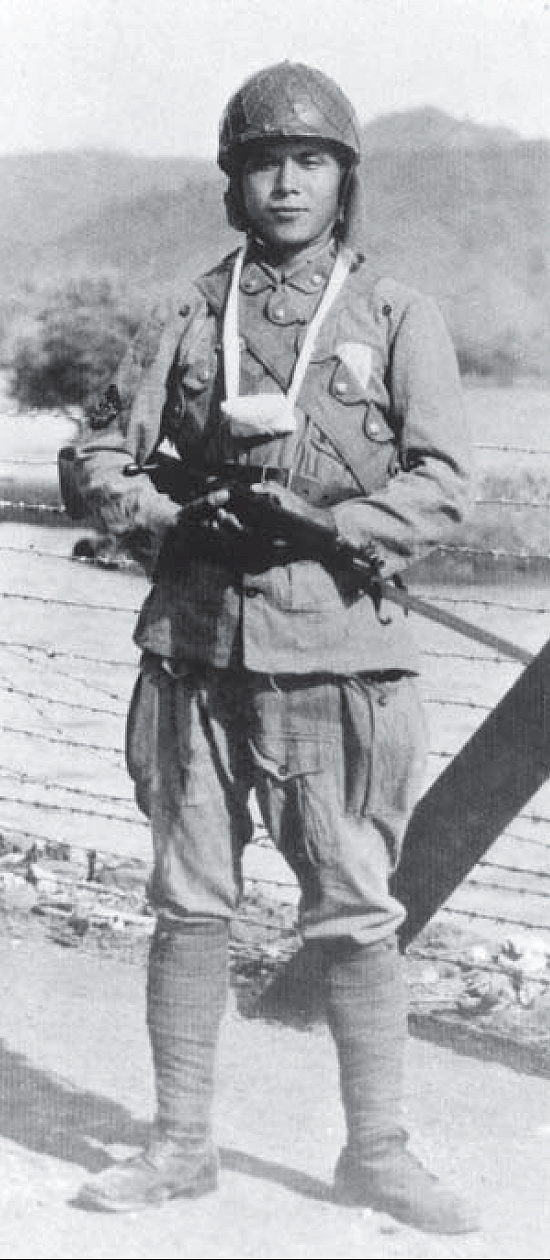
専用の被服や装具を着用した兵

日本海軍空挺部隊は、一般の陸戦隊と異なる特別の戦闘服を着用した。「第一〇〇一実験」中に横須賀軍需部が中心になって開発されたもので、物資の携行に便利なように多数のポケットを設けるとともに、落下傘の作動に支障が無いようボタンなどの突起物を無くしていた。軍靴は「降下靴」と称する専用のゴム底の半長靴を履いた。鉄帽も縁につばの無い専用品である。
落下傘は、初期の実験では搭乗員（偵察員）用を流用し、実戦では藤倉航空工業が開発・生産した一式落下傘を用いた。一式落下傘の総重量は10kgで、4.0秒で開傘、降下速度5.2m/s（体重75kgの場合）の性能だった。主傘の色は白色だが、横三特では識別用に独自の着色を施している。1943年春には、主傘下部から徐々に展開が始まるように改良して開傘時の衝撃を弱めた、一式落下傘特型が開発されている。なお、初期の訓練中に正常に作動しない事故が起きたため、1941年10月には予備の応急落下傘を訓練時には胸に追加するようになった。
携行品は、以下のようなものである。武器類は別梱包を原則とした。
- 拳銃 - 士官・特務士官・准士官だけでなく、下士官・兵ら全員が携行する。上衣ポケット。
- 手榴弾 - 数個。上衣ポケット。
- ナイフ - ズボンポケット。
- 小円匙
- 携帯口糧 - 防腐剤入りの握り飯4食分、携行糧食1日分、鰹節など。飲料水は、ゴム製の筒型の袋をソーセージの一種のように連結したものに詰め、歯で破って飲んだ。この飲料容器は着地時のクッションの効果もあった。
- 二号救急嚢 - 包帯、三角巾、ヨードチンキなど。ウイスキー小瓶1本も含む。

### 武器
実戦で使用した武器（兵器）の多くは、一般の陸戦隊や陸軍と共通するものである。主力小銃は銃身の短い騎兵銃を用いた。拳銃を全員が持ち、機関短銃も優先的に配備された。空挺部隊専用の折り畳み機構などを備えた小火器は、艦政本部の反対で研究が遅れ、1942年になってから組み立て式の小銃などが開発された。そのため、初期の降下作戦では基本的に武器は携帯しないこととされ、別に梱包を施して落下傘投下された。小火器弾薬は、降下後にたすき掛けして運べるよう弾帯にしてから梱包した。
- 個人武器
  - 九四式拳銃
  - ブローニング M1910 - 九四式拳銃と並んで小型であるために採用された。
  - 三八式騎銃 - 3丁をまとめて梱包した。
  - ベルグマン機関短銃 - 南方作戦時から伝令兵用などに若干があった。
  - 一〇〇式機関短銃 - 南方作戦には間に合わず、大戦中期以降に配備された。
  - ス式機関短銃 - 横三特のチューク島進出時に40丁の配備を要望している[12]。
  - 八九式重擲弾筒 - 原則として別梱包とされたが、メナド作戦で回収困難だったため、クーパン作戦では携帯した。後に折り畳み仕様を開発。
  - ライフルグレネード - 陸軍から供与を受け、大戦中期以降に横一特に配備された[9]。
  - 折り畳み槍 - 大戦中に開発[15]。
- 機関銃
  - 九六式軽機関銃 - 原則として別梱包とされたが、クーパン作戦時には分解して携帯した。
  - 九二式重機関銃
- 重火器
  - 九四式三十七粍砲 - 主要火砲として初期から使用した。
  - 九九式二十粍機銃 - 陸戦用に転用研究されたが南方作戦には間に合わず、大戦中期以降に横一特に配備された[9]。

### 支援機材
通信機として、長距離用の空二号電信機（到達距離6300km以上）、近在部隊との通信用のTM軽便電信機（到達距離185km以上）、隊内通信用無線機（電話4km・電信8km）を保有した。隊内用通信機は、メナド作戦時には標準的な陸戦隊用通信機の九七式携帯無線電話機であったが、後に専用品も開発・配備されている。
特殊な資材としては、1943年ころに折り畳み自転車や重油式の調理用バーナー、通信機を応用した敵兵探知用のマイクロフォンセンサーなどが開発されていたが、空挺作戦で実戦使用する機会は無かった。

### 輸送機
- 九〇式機上作業練習機 - 初期の研究機材に使用。
- 九六式陸上輸送機 - 九六式陸上攻撃機の輸送型。メナド降下作戦・クーパン降下作戦の主力。
- 九七式飛行艇 - メナド降下作戦などで、特科部隊の輸送に補助的に使用。
- 零式輸送機 - 先行生産型のD1号輸送機が研究機材として使用された。演習では強行着陸による重装備輸送を実施した。
- 一式陸上攻撃機 - 剣作戦用に予定。
- 特殊輸送機（MXY5） - 空技廠の試作空挺グライダー。

## 他国の海軍空挺部隊
日本海軍以外で海軍が独自の空挺部隊を装備・運用した例は数少ないものの、ほかにイタリア海軍が1941年に編成した「P（空挺）大隊」がある。これは、サン・マルコ海兵連隊から抽出した100名の兵士から創設された。コマンド部隊的な性格を持ち、マルタ島攻略作戦に陸軍のフォルゴーレ空挺師団などとともに参加予定だったが、同作戦中止のためイタリア降伏まで実戦の機会は無かった。その後、イタリア社会共和国海軍の地上部隊「デチマ・マス師団」の「NP（潜水空挺）大隊」として活動している。なお、第二次世界大戦時のイタリア軍は陸海空軍がそれぞれ空挺部隊を編成していた。
アメリカ海軍も海兵隊の一部として海兵空挺部隊（en:Paramarines）を、1940年から1944年の間だけ編成していたが、実戦での降下作戦は無いまま廃止された。
ロシア海軍歩兵には空挺部隊が第二次世界大戦中から存在していた。1945年の樺太の戦いでは、小能登呂村の飛行場に強行着陸して占領している。択捉島の占領のためにもカタリナ飛行艇2機で空輸されたが、濃霧で到達できずに任務は失敗し、1機は得撫島に不時着した。
なお、フランス海兵隊には空挺部隊があるが、これはフランス陸軍の一部である。